# Barrier Island (Antarktika)
Barrier Island (englisch für Barriere-Insel) ist eine 800 m lange Insel vor der Ingrid-Christensen-Küste des ostantarktischen Prinzessin-Elisabeth-Lands. Sie liegt am nördlichen Ende der Vestfoldberge unmittelbar nördlich der Einfahrt zum Tryne-Fjord im Tryne-Sund.
Norwegische Kartografen kartierten sie anhand von Luftaufnahmen, die bei der Lars-Christensen-Expedition 1936/37 entstanden. Eine Mannschaft der Australian National Antarctic Research Expeditions besuchte die Insel 1957 und benannte sie so, weil sie ein Hindernis für die Passage von Eisbergen in den Tryne-Fjord darstellt.